# سانيل إبراهيموفيتش
سانيل إبراهيموفيتش هو لاعب كرة قدم بوسني في مركز الهجوم، ولد في 24 نوفمبر 1987 في توزلا في البوسنة والهرسك. لعب مع جونيس إيتش.

## وصلات خارجية
- سانيل إبراهيموفيتش على موقع الاتحاد الأوربي (الإنجليزية)
- سانيل إبراهيموفيتش على موقع قاعدة بيانات كرة القدم.إي يو (الإنجليزية)
- سانيل إبراهيموفيتش على موقع Soccerway.com (الإنجليزية)
- سانيل إبراهيموفيتش على موقع عالم كرة القدم.نت (الإنجليزية)